# Thập niên 240
Thập niên 240 hay thập kỷ 240 chỉ đến những năm từ 240 đến 249.